# ویلیام بلیک
ویلیام بلیک (به انگلیسی: William Blake) (زاده ۱۷۵۷ – درگذشته ۱۸۲۷) شاعر و نقاش بریتانیایی و مبدع نوع جدیدی از شعر در زبان انگلیسی بود. بلیک که در طول زندگی خود تا حد زیادی ناشناخته بود، اکنون به عنوان یک شخصیت برجسته در تاریخ شعر و هنر بصری عصر رمانتیک در نظر گرفته می‌شود. نورتروپ فرای، منتقد قرن بیستم، دربارهٔ آنچه را که «آثار پیشگویانه» او می‌خواند، گفته بود برخلاف «آنچه که متناسب با شایستگی‌های او است، کم‌‌تر خوانده‌شده‌ترین شعر در زبان انگلیسی» را شکل داده‌است. آثار او در هنرهای بصری باعث شد جاناتان جونز منتقد قرن بیست و یکمی او را «بزرگترین هنرمندی که بریتانیا تا به حال تولید کرده‌است» معرفی کند. در سال ۲۰۰۲، در نظرسنجی بی‌بی‌سی از ۱۰۰ بریتانیایی بزرگ بلیک در رتبه ۳۸ قرار گرفت. در حالی که او تمامی عمر خود را در لندن سپری کرد، به جز سه سالی که در فلپهم گذراند، مجموعه‌ای از آثار متنوع و نمادین غنی را خلق کرد که تخیل را به عنوان «جسم خداوند» یا «خود وجود انسان» پذیرفته بود.

## زندگی
بلیک ۲۸ نوامبر ۱۷۵۷ در لندن به دنیا آمد. او در یک خانوادهٔ گمنام و نه چندان مشهور انگلیسی متولد شد. وی فرزند سوم خانواده بود. پدرش جیمز از صنعت‌گران معروف جوراب‌بافی بود. مادرش، کاترین بلیک تحصیلات اولیه را در خانه به او آموزش داد. تا ۱۰ سالگی به مدرسه نرفت و برنامه‌های آموزشی او در خانه دنبال می‌شد. پس از آن او را به مدرسهٔ نقشه‌کشی فرستادند و بعدها به حرفهٔ گراورسازی مشغول شد. از همان اوان کودکی و نوجوانی، آثار روحیهٔ هنری و خلاق در او آشکار بود و به ویژه به هنر و شعر علاقهٔ خاصی نشان می‌داد. در همان سال‌ها بلیک به مطالعهٔ کتب فلسفی و شعر مدرن می‌پرداخت. تجربیات رازآلود بعدی او در زندگی الهام‌بخش بسیاری از اشعار او در آینده شد.
او مجموعه سروده‌های خود به نام «ترانه‌های معصومیت» (Songs of Innocence) را در ۱۷۸۹ و مجموعه «ترانه‌های تجربه» (Songs of Experience) را در ۱۷۹۴ با روشی به نام چاپ تذهیبی که خود مبدع آن بود، منتشر کرد. این کتاب‌ها همانند دیگر آثاری که سرود و با روش خاص خود تذهیب‌کاری کرده و به چاپ رساند با استقبال فراوانی روبه‌رو شد و او را در زمرهٔ مشهورترین شاعران روزگار خود قرار داد. بیشتر آثار او مبین مخالفت او با کلیسا و اعتقاد به آزادی انسان و عشق الهی است.

## کتابشناسی

### آثار ترجمه‌شده به فارسی
- ترانه‌های معصومیت، مجموعه شعر، ترجمه محمدصادق رئیسی، چاپ اول، ۱۳۹۴، نشر سولار.
- درخت زهرآگین، مجموعه شعر، ترجمه کامبیز منوچهریان، چاپ اول، ۱۳۹۹، نشر چشمه.
- ویلیام بلیک به‌روایت دکتر مهدی مشگینی چاپ اول، ونکوور کانادا، دی ۱۳۷۸ (ژانویهٔ ۲۰۰۰ میلادی). شامل ۷ فصل، ۲۲ عنوان، ۵۷ تابلوی نقاشی رنگی و ۷۳ تابلوی سیاه‌وسفید. در این کتاب ۵۰۰ صفحه‌ای افزون بر ترجمه اشعار ویلیام بلیک از نویسندگان و شعرای قدیم و معاصر ایرانی که در سبک، ایده، نظر و تفکر نزدیک به اشعار و تفکر او بوده‌اند، نام برده شده و نمونهٔ آثار در مقایسه آورده شده‌است.[۷][۸]
- سهند آقایی نیز اشعاری از ویلیام بلیک را به فارسی ترجمه کرده است.